# Melanopsina
La melanopsina è una proteina prodotta all'interno della retina dell'occhio. È compresa nella famiglia delle opsine.
In particolare è un tipo di fotopigmento espresso dalle cellule gangliari (neuronali) della retina altamente specializzate: esse sono le uniche cellule di questo tipo ad essere direttamente sensibili alla luce.

## Funzioni
Funziona da sensore dei cambiamenti della luce trasmettendo i segnali all'encefalo, ed è in grado di misurare l'intensità della luce incidente e quindi di comprendere se sia giorno o notte.
Nello specifico trasmette tali parametri di luminanza al NucleoSopraChiasmatico (NSC) tramite il tratto Retinoipotalamico.
Tramite le cellule gangliari che producono  melanopsina il NSC, che ha la funzione di orologio biologico dei ritmi circadiani animali, può sincronizzarsi efficientemente con i cicli ambientali, quindi, trasducendo in cambiamenti di potenziali di membrana gli Zeitgebers luminosi (luce=giorno, buio=notte).

## Storia
La melanopsina è stata scoperta nel 1998 studiando le cellule di una rana, studio effettuato da Ignacio Provencio.